# 科奇格羅
科奇格羅（西班牙語：Cochigró），是巴拿馬的城鎮，位於該國西北部，由博卡斯德爾托羅省的錢吉諾拉區負責管轄，面積548.9平方公里，2010年人口1,812，人口密度每平方公里3.3人。